# Kohsan
Kohsan är en distriktshuvudort i Afghanistan. Den ligger i distriktet Kohsan och provinsen Herat, i den västra delen av landet, 700 kilometer väster om huvudstaden Kabul. Kohsan ligger 740 meter över havet och antalet invånare är 12 087. Närmaste större samhälle är Eslam Qaleh, 12 kilometer väster om Kohsan.